# Mozambique en los Juegos Olímpicos de Atlanta 1996
Mozambique estuvo representado en los Juegos Olímpicos de Atlanta 1996 por tres  deportistas, dos hombres y una mujer, que compitieron en tres deportes.
La portadora de la bandera en la ceremonia de apertura fue la atleta Maria Mutola.

## Medallistas
El equipo olímpico mozambiqueño obtuvo las siguientes medallas:
| Nombre       | Deporte   | Competición |
| ------------ | --------- | ----------- |
| Oro          |           |             |
| —            |           |             |
| Plata        |           |             |
| —            |           |             |
| Bronce       |           |             |
| Maria Mutola | Atletismo | 800 m F     |